# Douze silhouettes

Les Douze silhouettes opus 8 est un recueil de pièces pour clavier d'Antonín Dvořák. Composées en 1879, elles sont publiées chez Hofmeister.

## Structure
1. Allegro feroce (en ut dièse mineur): Thème des cloches de Zlonice tiré de sa première symphonie.
2. Andantino (en ré bémol majeur)
3. Allegretto (en ré bémol majeur)
4. Vivace (en fa dièse mineur)
5. Presto (en fa dièse mineur)
6. Poco sostenuto (en si bémol majeur)
7. Allegro (en ré majeur): Thème tiré du finale de sa deuxième symphonie
8. Allegretto (en si mineur)
9. Allegro (en si majeur)
10. Allegretto grazioso (en mi mineur)
11. Allegro moderato (en la majeur)
12. Allegro feroce (ut dièse mineur)

## Source
- François-René Tranchefort, guide de la musique de piano et clavecin, éd. Fayard p. 339-340  (ISBN 2-213-01639-9)